# Guatlla pintada nana
La guatlla pintada nana (Turnix nanus) és una espècie d'ocell de la família dels turnícids (Turnicidae) sovint considerat una subespècie de Turnix hottentottus. Habita les praderies de gran part de l'Àfrica subsahariana.